# Sangonera Atlético Club de Fútbol
Il Sangonera Atlético Club de Fútbol era una società calcistica con sede a Sangonera la verde (Murcia), nella Comunità Murcia, in Spagna. 
Al termine della stagione 2009/2010, quando militava in Segunda División B, a causa di un forte indebitamento, si fuse con la neonata società del Lorca Atlético cedendovi i propri diritti sportivi.

## Tornei nazionali
- 1ª División: 0 stagioni
- 2ª División: 0 stagioni
- 2ª División B: 2 stagioni
- 3ª División: 11 stagioni

## Stagioni
| Stagione | Categoria | Posizione |
| -------- | --------- | --------- |
| 1996/97  | Cat. Reg. | 1°        |
| 1997/98  | 3ª        | 3°        |
| 1998/99  | 3ª        | 16°       |
| 1999/00  | 3ª        | 14°       |
| 2000/01  | 3ª        | 7°        |
| 2001/02  | 3ª        | 5°        |
| 2002/03  | 3ª        | 5°        |

| Stagione | Categoria | Posizione |
| -------- | --------- | --------- |
| 2003/04  | 3ª        | 9°        |
| 2004/05  | 3ª        | 2°        |
| 2005/06  | 3ª        | 5°        |
| 2006/07  | 3ª        | 4°        |
| 2007/08  | 3ª        | 2°        |
| 2008/09  | 2ªB       | 9°        |
| 2009/10  | 2ªB       | 12°       |

## Palmarès

### Altri piazzamenti
- Tercera División:

Secondo posto: 2004-2005, 2007-2008
Terzo posto: 1997-1998